# マツダ・アテンザ
アテンザ（ATENZA）は、日本の自動車メーカーのマツダが製造・販売していた中型乗用車（欧州ではDセグメント）「MAZDA6」の、2002年から2019年における日本国内での名称（ペットネーム）。日本国外では2002年の販売当初から「Mazda6」のモデル名で販売されていたが、3代目モデルの一部改良を行った2019年8月1日販売開始モデルから日本国内向け専用のペットネームを廃止し、名称を「MAZDA6」に統一した。
本項では、日本国内で「アテンザ」のペットネームで販売されていた2002年から2019年7月までの状況について記す。

## 概要
カペラ (Mazda 626) の後継車として発売された。
2012年に発売された3代目は現在マツダのフラッグシップモデルとして位置づけられている。
中国市場では2017年現在もこれまでに発表されたマツダ6の歴代3世代が全て併売されている。車名は初代がマツダ6、2代目がマツダ6睿翼（ルイイー）、3代目がマツダ6阿特茲（アテンザ）となる。

## 初代 GG/GY系（2002年 - 2008年）
2002年5月20日に販売開始。マツダにとってはトリビュートが販売された2000年（平成12年）10月以来1年半ぶりの自社製新型車である。また、この系統で「カペラ」の名称を使用しないのは1994年にクロノスが6代目カペラに置き換えられる際以来の8年ぶりである。ボディタイプは「スポーツ」と称するハッチバックとセダン、ステーションワゴンの3種類。プラットフォームは、マツダ・GGプラットフォーム（セダン、スポーツ）およびマツダ・GYプラットフォーム（スポーツワゴン）を採用。「ボルト以外は全て一新」とPRされた様に「MZRエンジン」を含め全てがマツダの主導による新開発であり、以降のフォードのミドルクラス車（フュージョンなど）の基本プラットフォーム「CD3プラットフォーム」のベースとして採用される渾身の力作となった。
発売当時はRX-7、ロードスターに次ぐ新たな5ドアスポーツカーというキャッチコピーであった。
ヨーロッパ市場との関係などで全幅が1,780mmあり、エンジンの排気量にかかわらず全車3ナンバーとなる。ただし、日本の道路事情を考慮して、ドアミラーを含めた車幅は他社同クラス車種の標準的な車幅（1,750mm前後）のものと同等か、それ以下の数値に抑えて作られている。
エンジンは、フォードグループの新しい基本エンジンとなる、マツダの新開発機種「MZRエンジン」が搭載され、直列4気筒DOHCのLF-DE型2.0L、同L3-VE型2.3Lがある。欧州仕様車にはRF-CDT型コモンレール2.0Lディーゼル・ターボも搭載される（こちらは6速マニュアル車のみ）。日本仕様にはAJ型V6の設定はない。
「マツダスピード アテンザ」には、新開発L3-VDT型2.3L直噴ガソリンターボエンジン「MZR 2.3 DISI TURBO」、電子制御アクティブトルクコントロールカップリング4WDシステムを搭載。マツダ・アテンザのフラッグシップ的存在として、アメリカ、欧州、日本を中心としたアジア地域にアピールする狙いがある。
駆動方式は前輪駆動のほか、四輪駆動がある（スポーツワゴンとMSPアテンザ）。
発売当初はトランスミッションは4速AT（グレードにより、アクティブマチック付、アクティブマチックなし）のほか、スポーツ（5ドア）、スポーツワゴン2.3Lの前輪駆動車にMTが、スポーツワゴンの四輪駆動に5速ATが採用されていたが、2005年6月のマイナーチェンジ時から、2.0Lと2.3LのATすべてにアクティブマチック5速AT、MTは6速MTとなった。その際、主にフロントの外装デザインの変更、内装の質感向上、エンジンのダイレクトイグニッション化、電子制御スロットル化など、ボディ剛性・走行性能のさらなる向上が図られた。
全車、防府工場（山口県防府市）で製造されている。
当車両から採用されたマツダのブランドフレーズ「Zoom-Zoom」は現在までも採用されている。 
マツダの得意分野である「走る楽しさ」を具体化し、デザインや走行性能に力を入れ、自動車評論家や自動車ファンの評価も高く、日本では2002年RJCカー・オブ・ザ・イヤーなどの受賞を始め、2008年までに世界中で132の賞を受賞した。なお初代アテンザの世界販売台数も132万台となっている。 
また、スポーツモデルの23Z（セダン除く）発売記念としてリュック・ベッソン監督が手がけた、ショートムービー「RUSH」（ラッシュ）もネット上で公開された。
2006年のドイツ自動車顧客満足度（CSI）調査で、アテンザは最も高い861ポイントのスコアを獲得した。 東京都内では個人タクシーが、また宮城県警察や静岡県警察でも、パトカーとしてどちらも4ドアセダンを導入している。

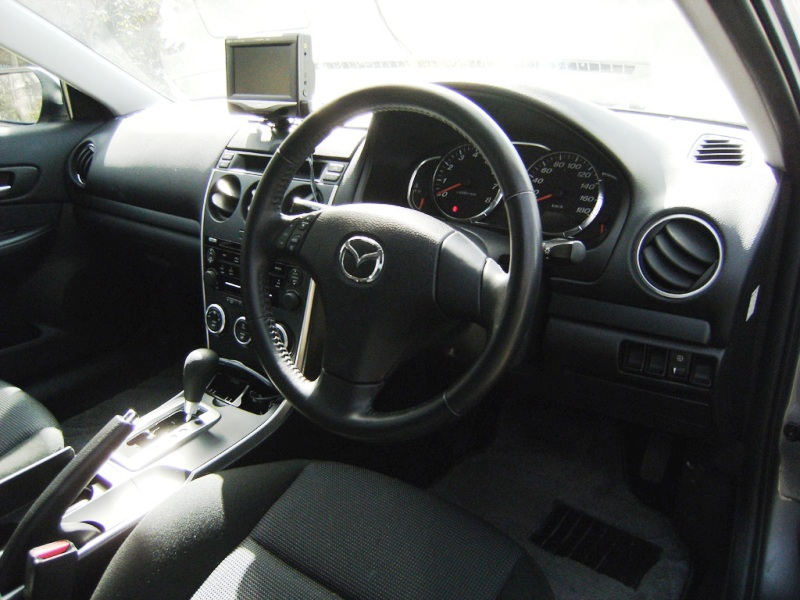
車内
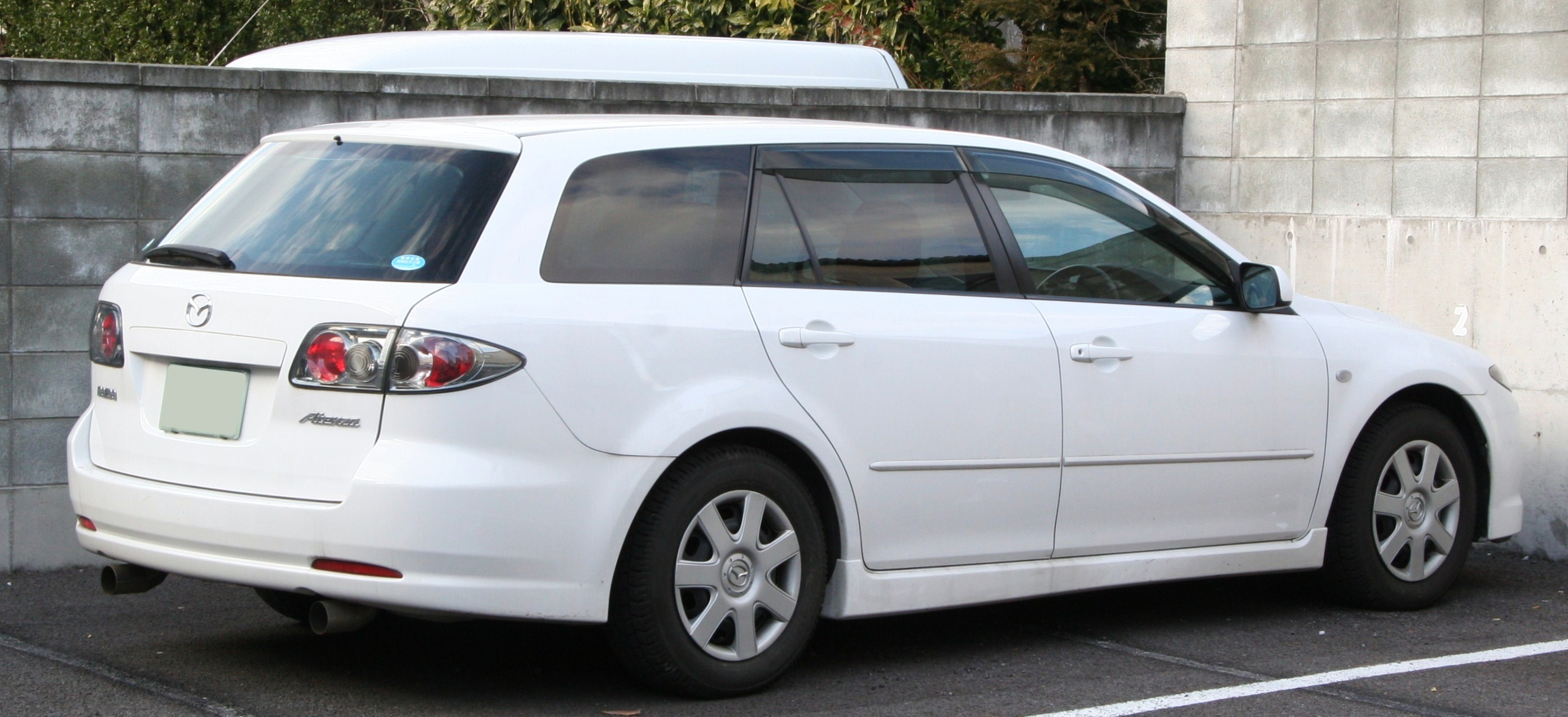
アテンザスポーツワゴン（リア）
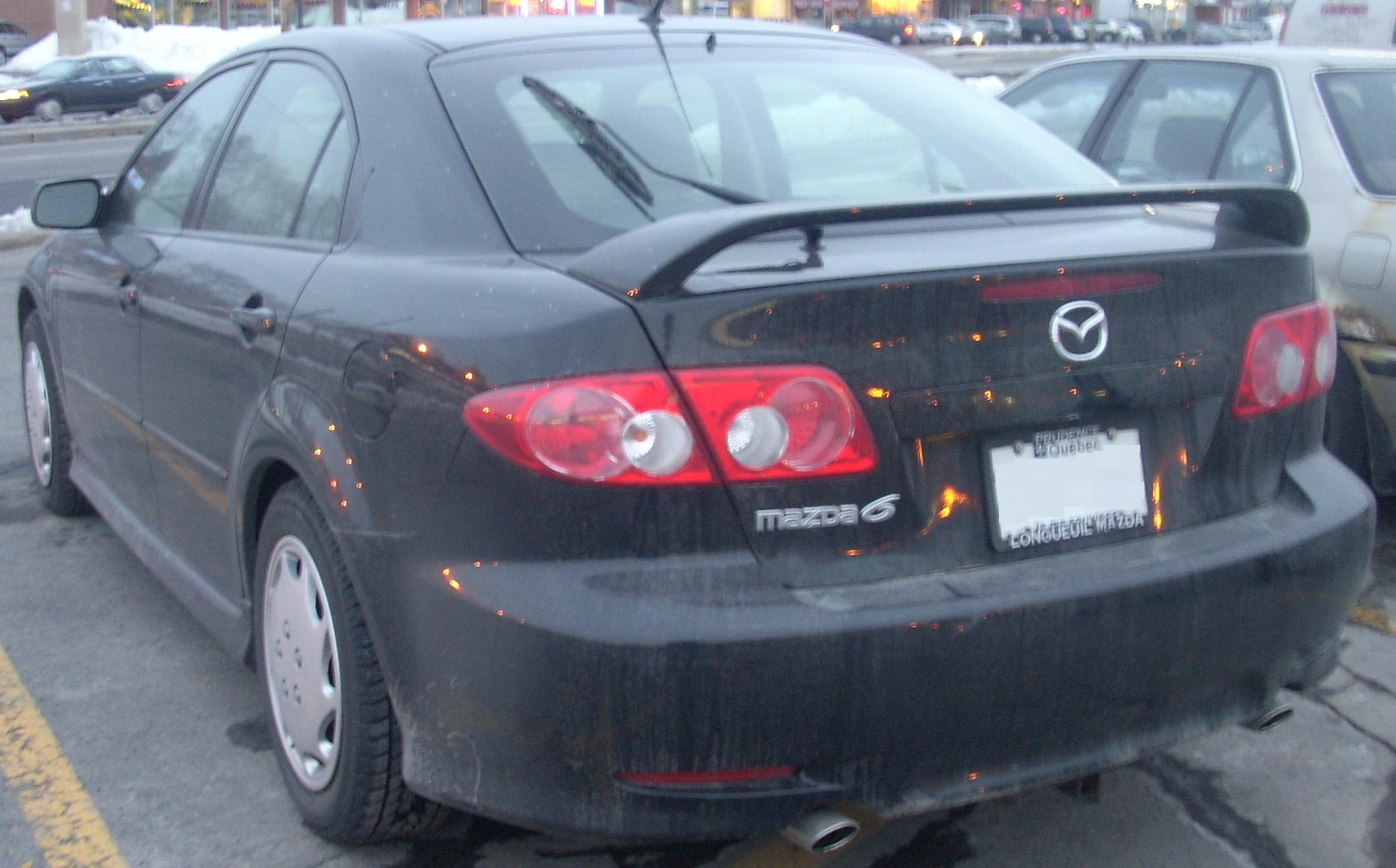
マツダ6ハッチバック（リア）
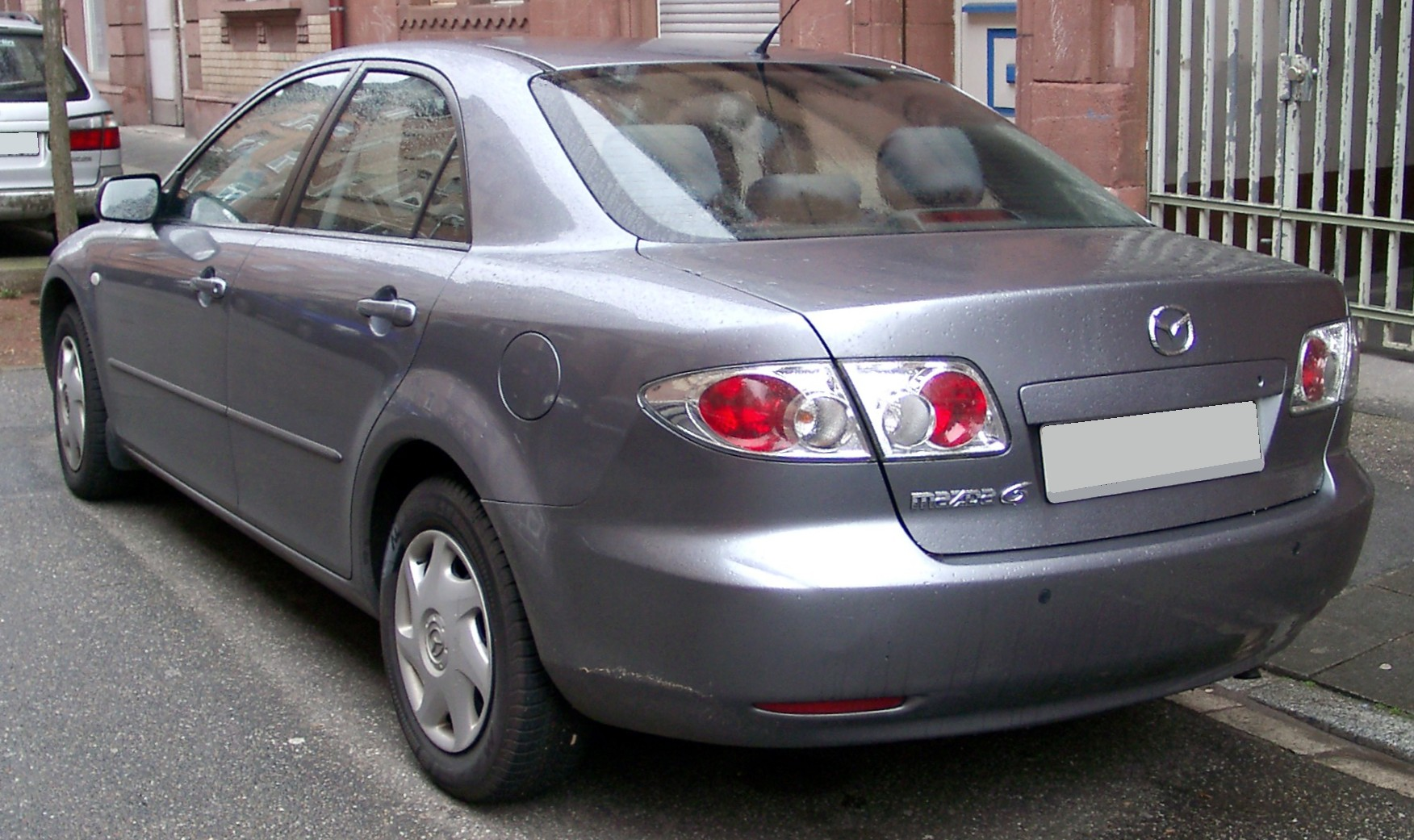
マツダ6セダン（リア）

### 年表
- 2001年（平成13年）10月24日 - 第35回東京モーターショーにて、参考出品[5]。
- 2002年
  - 1月 - アメリカ・デトロイトで開かれた北米国際オートショーにMazda6（日本名：アテンザセダン）を出展[6]。
  - 1月31日 - アテンザに搭載されるNewI4エンジンの生産を広島市南区の新エンジン工場にて生産開始[7]。
  - 2月14日 - 防府工場（山口県防府市）で第1号車をラインオフ[8]。
  - 3月5日 - ジュネーヴモーターショーにMazda6スポーツワゴン（日本名：アテンザスポーツワゴン）を出展[9]。
  - 5月20日 - 「アテンザ」を正式発表。セダン、スポーツを発売開始。翌月の6月24日にはスポーツワゴンを発売開始。当初はスポーツとスポーツワゴンが各3グレード（いずれも20F・23C・23S）、セダンは4グレード（20F・20C・23E・23Eラグジュアリーパッケージ）用意されていた[10]。
  - 6月20日 - スポーツワゴンの23Cと23Sに4WD車を追加。8月1日より販売開始[11]。
  - 9月24日 - スポーツとスポーツワゴンの23Sに5MT車を追加。11月1日より販売開始（スポーツワゴンの23SはFF車のみ追加）[12]。
  - 11月20日 - 2003RJCカー・オブ・ザ・イヤーを受賞[13]。
  - 12月 - 世界各国で23の賞を獲得[14]。
- 2003年
  - 5月 - 世界各国で50の賞を獲得[15]。
  - 7月9日 - スポーツ、スポーツワゴンに18インチアルミホイールなどを装備した23Zを追加。また、すでに取得した2.0L車とあわせ、全ての2.3L車が「超-低排出ガス車」の認定を受ける[16]。
  - 10月16日 - セダン23Eをベースに、スポーツ23Sに準じたエアロパーツを装備した特別限定車「23E S-Limited」（限定500台）を発売。なお、内装はブラックのモノトーンインテリアとし、既存のスポーツ23Sとの差別化を図っている[17]。
  - 12月 - 「Mazda6」（アテンザ）が中国のカー・オブ・ザ・イヤーを受賞[18]。
- 2004年
  - 9月16日 - スポーツ、スポーツワゴンの23S（スポーツワゴンはFF車）をベースに、ブラック基調のレザーシートやパワーシートなどを装備した特別限定車「23S Leather-Limited」（2タイプ合計で限定600台）を発売[19]。
  - 9月22日 - パリモーターショーに「Mazda6 MPS」を出品。日本でも翌年1月14日から開催された「東京オートサロン2005」で「マツダスピードアテンザ」として参考出品した。
- 2005年
  - 6月23日 - マイナーチェンジ。
    - セダンに設定されていた「23Eラグジュアリパッケージ」は仕様変更を経て「23EX」として独立し、スポーツとスポーツワゴンにも設定。また、スポーツとスポーツワゴンに20C、セダンに20Eを追加。これまで4WD車のみに設定されていた5EATを採用、MT車も5速から6速に変更され、その他細部の質感が見直された。同時に「マツダスピードアテンザ」（セダンに2.3L DISIターボエンジンを搭載した高性能版）の先行予約を開始。特典として、レザーシートのカラー選択（期間限定）とオリジナル本皮車検証ケースが贈呈された[20]。

  - 8月 - マツダスピードアテンザを発売[21]。
- 2006年
  - 2月28日 - 世界累計生産台数100万台を達成。マツダ車としては歴代最短となる4年1か月で達成した[22][補足 2]。
  - 4月19日 - 世界累計生産台数100万台記念し、全タイプの「23EX」をベースにブラウン色の専用レザーシート、運転席・助手席シートヒーター、メッキ仕様のアウタードアハンドルを装備した特別仕様車「23EX Brown Leather style」を発売[24]。
  - 12月14日 - 限定車（特装車）「マツダスピードアテンザM’z Tune」を発売[25]。
  - 12月22日 - スポーツとスポーツセダンの「23S」をベースに、専用シート・ドアトリム・センターパネル・アウタードアハンドル等を施した特別仕様車「23SS」とセダンの「20E」をベースに、黒木目調のセンターパネル、アルミホイールなどを装備した特別仕様車「20ES」を発売[26]。
- 2007年12月[27] - 生産終了。在庫対応分のみの販売となる。
- 2008年1月 - 2代目と入れ替わる形で販売終了。

## 2代目 GH系（2008年 - 2012年）
エンジンは先代型の2.3Lエンジンに代わってL5-VE型2.5Lエンジンを投入。従来の2.3Lエンジンではプレミアムガソリン（ハイオク）指定であったが、従来の2.3Lより排気ガスがクリーンになり、使用燃料をレギュラーガソリンとするなど経済性にも配慮された。また、日本車初となる「リアビークルモニタリングシステム」をオプションで設定。これは時速60km/h以上の走行時、後方から来た車両をレーダーで検知するシステムで、ドライバーが方向指示器を使用する際に他の車両が接近してきたらランプと音で警告を行う安全装備である。あわせて今回のモデルチェンジでは、インパネ上方の集中ディスプレイに表示される機能をステアリングにあるスイッチで操作することで、ハンドルから手を離さずにエアコンやオーディオを安全かつ容易に操作できる「CF-Net（シーエフネット）」機能も採用された。
空力対策としてフロントタイヤ前方に馬蹄型フロントタイヤ・ディフレクターが取り付けられ、床下気流の流速とブレーキ冷却性を制御している。
トランスミッションはセダンの20C/20E/25EX、スポーツの20C/25S（2WD車）/25Z/25EX、スポーツワゴンの20F/20C/25S（2WD車）/25Z/25EXがアクティブマチック付5AT、セダンの25F、スポーツ・スポーツワゴンの25C/25S（4WD車）はアクティブマチック付6ATとなり、スポーツ・スポーツワゴンの25S/25Z（2WD車）に設定の6MTにも改良が加えられた。
さらに、2.5L車へのDSC（横滑り防止装置）やTCS（トラクションコントロールシステム）の標準化と初代（標準車）ではスポーツワゴンのみに用意されていた4WD車をセダン及びスポーツに拡大採用とし操縦安定性を向上させている。
北米仕様は先代同様、ミシガン州のマツダ・フォードの合弁会社「オートアライアンス・インターナショナル」で生産される。 ボディサイズ・室内寸法が日本・欧州仕様よりもひと回り大きくなっており、全長4,920mm、全幅1,840mm、全高1,470mm、ホイールベース2,790mm。外観はフロントバンパー等のデザインが他国と大きく異なり、リアはナンバープレートがテールランプ間にある。エンジンはアテンザと共通の2.5L（L5-VE）に加え、CX-9にも搭載されるフォード・サイクロンエンジンのマツダ版である3.7L・V6・MZIも設定される。
また、宮城県警察が初代に続いてセダンをパトカーとして導入している。
アメリカ市場において、2011年に2009年 - 2010年モデルを65,000台、2014年に2010年 - 2012年モデルを42,000台のリコールを行っている。これは一般的なメカニカルトラブルやコンピューターソフトを起因とするリコールではなく、吸気系にガソリンの匂いを好むクモが巣を張ることを理由にした珍しいものであった。

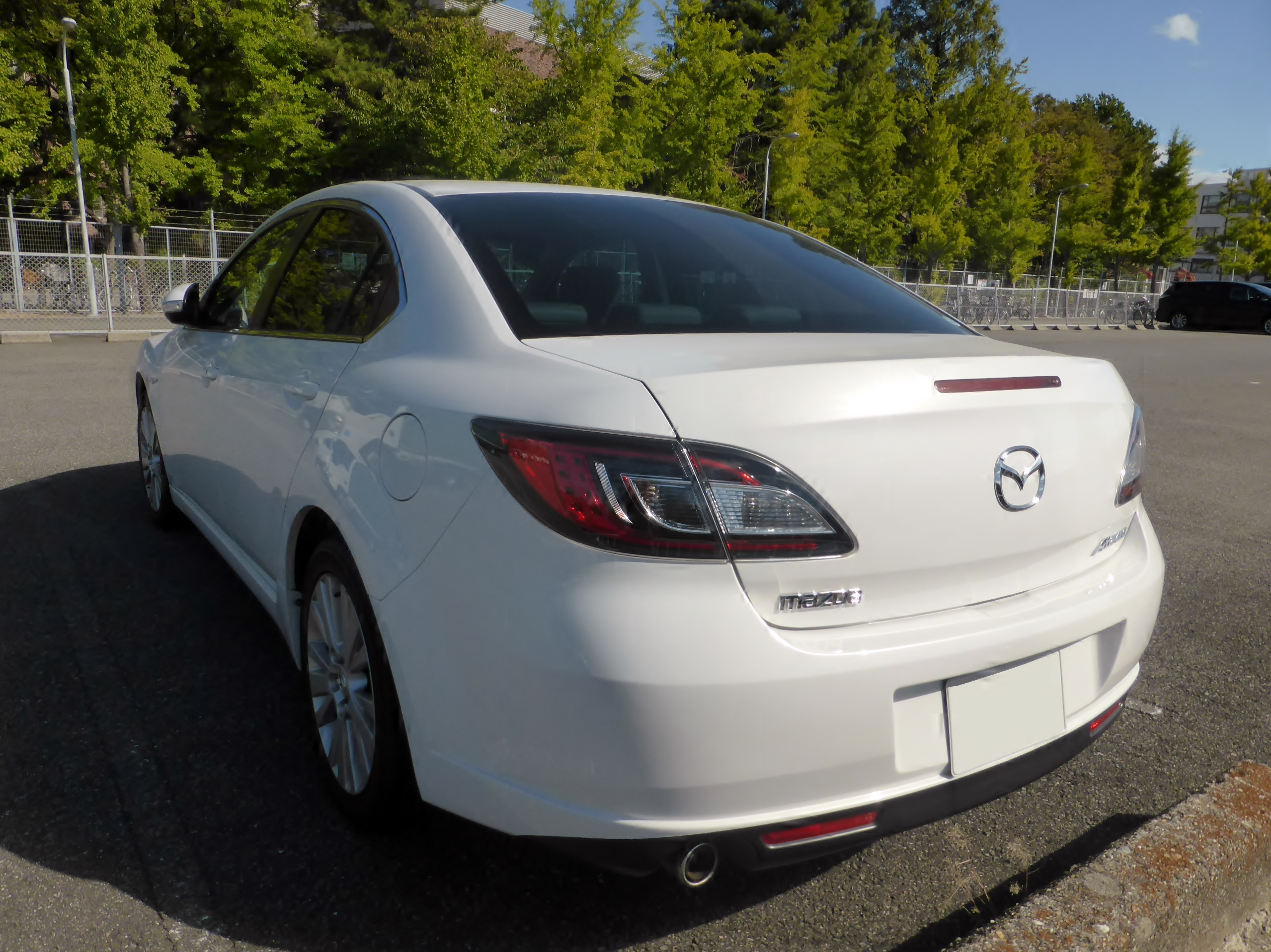
アテンザセダン　リア
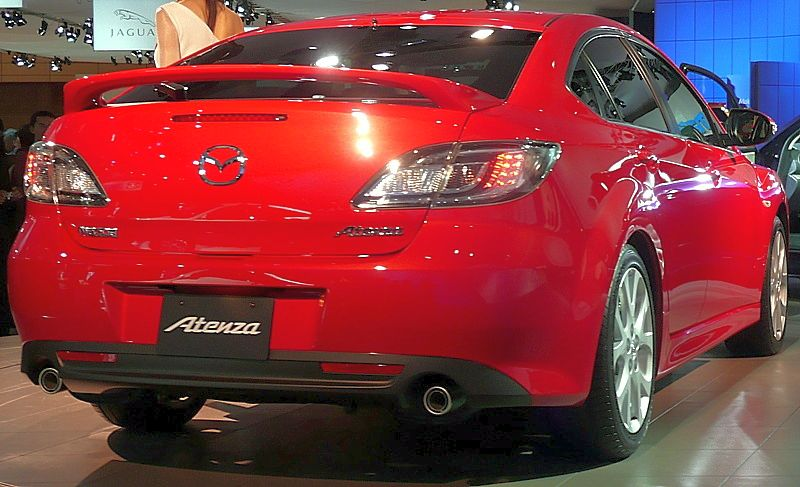
アテンザスポーツ （前期型リア）
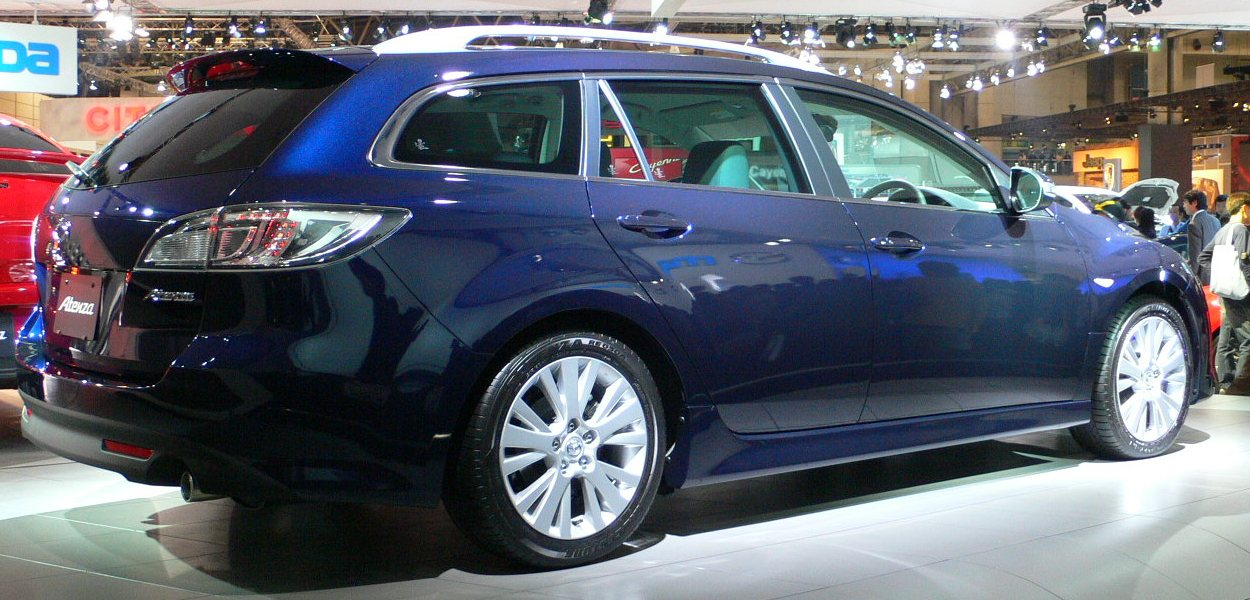
スポーツワゴン（前期型リア）
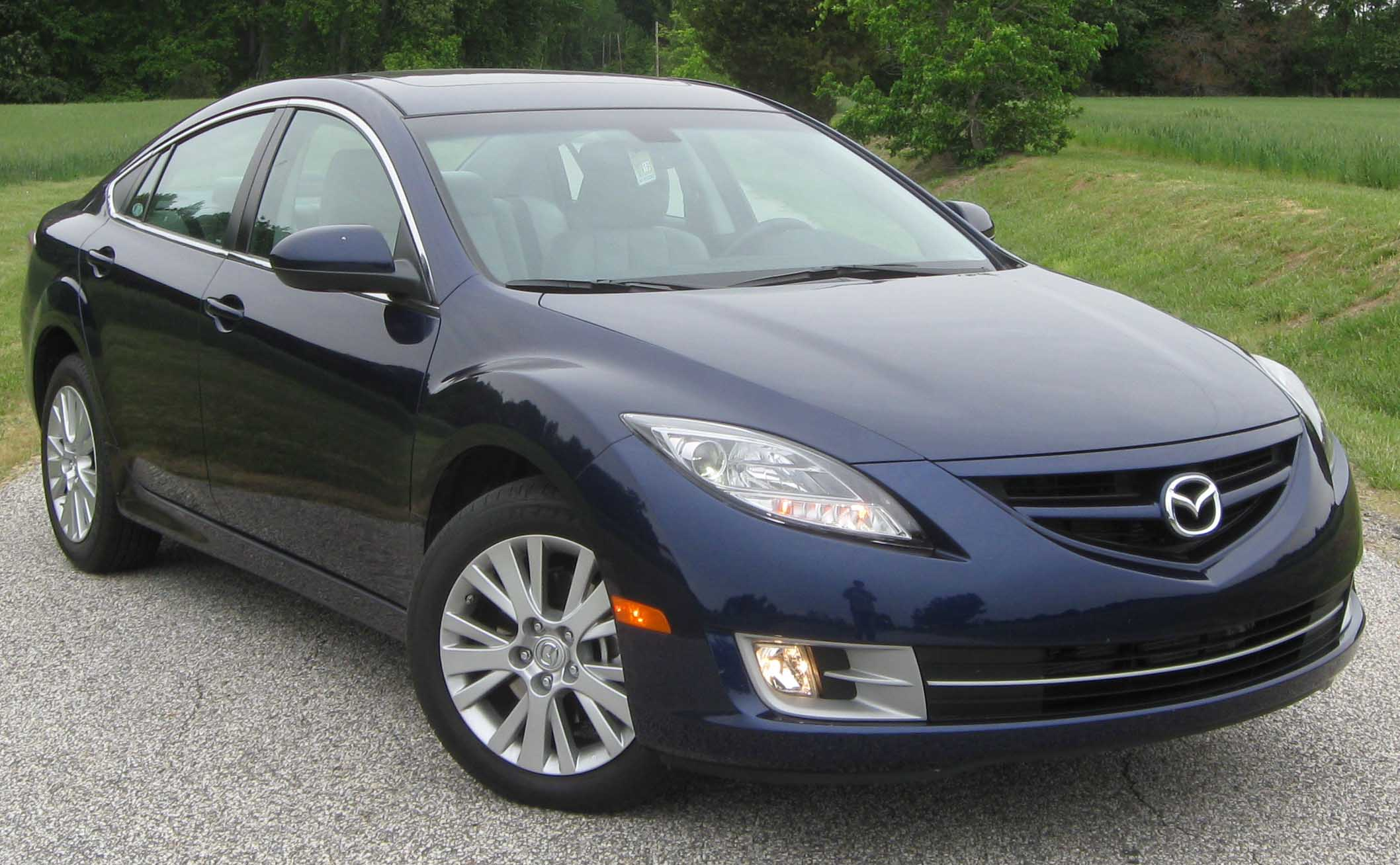
マツダ6セダン フロント（北米仕様）
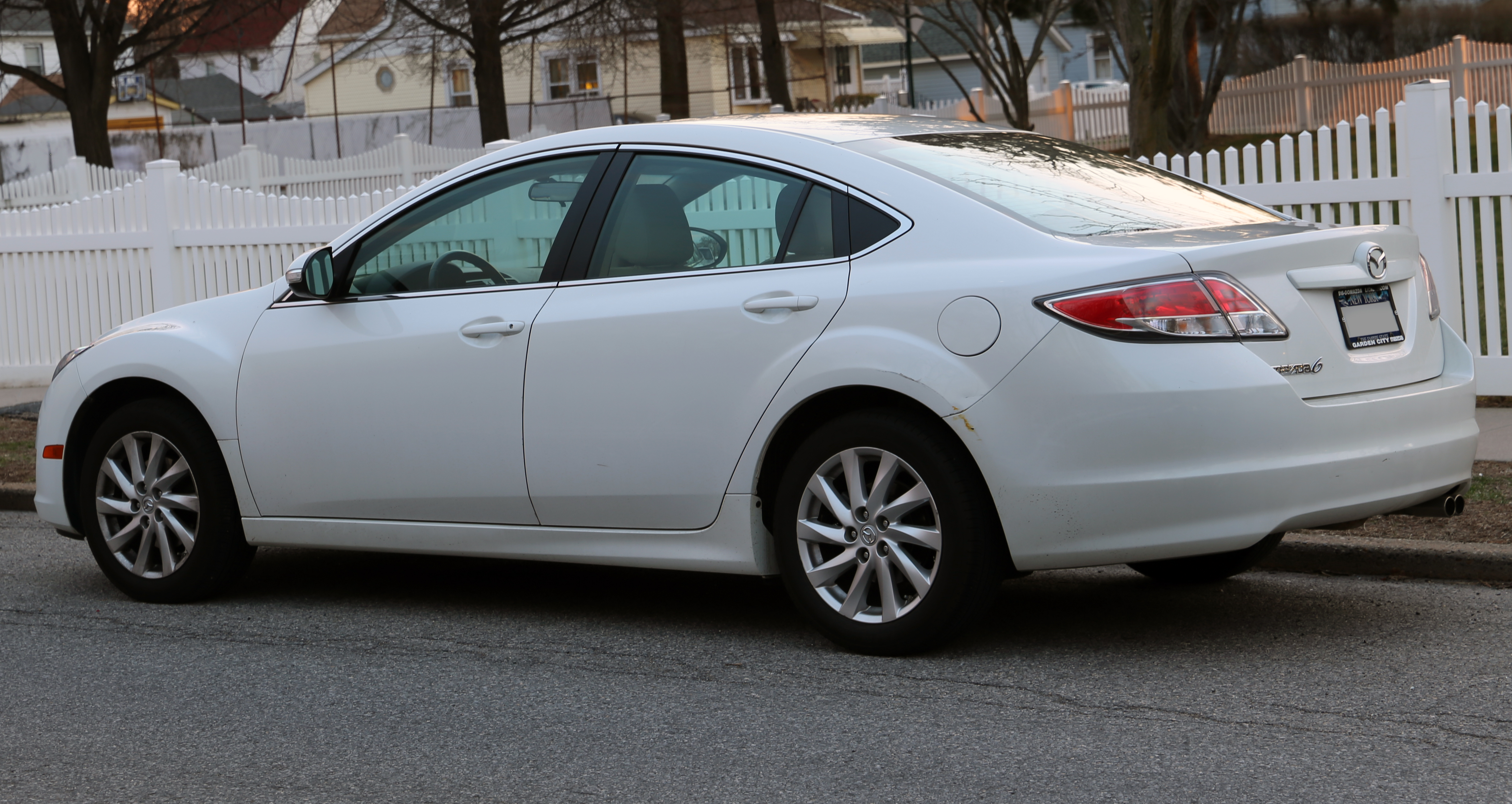
マツダ6セダン　リヤ（北米仕様）
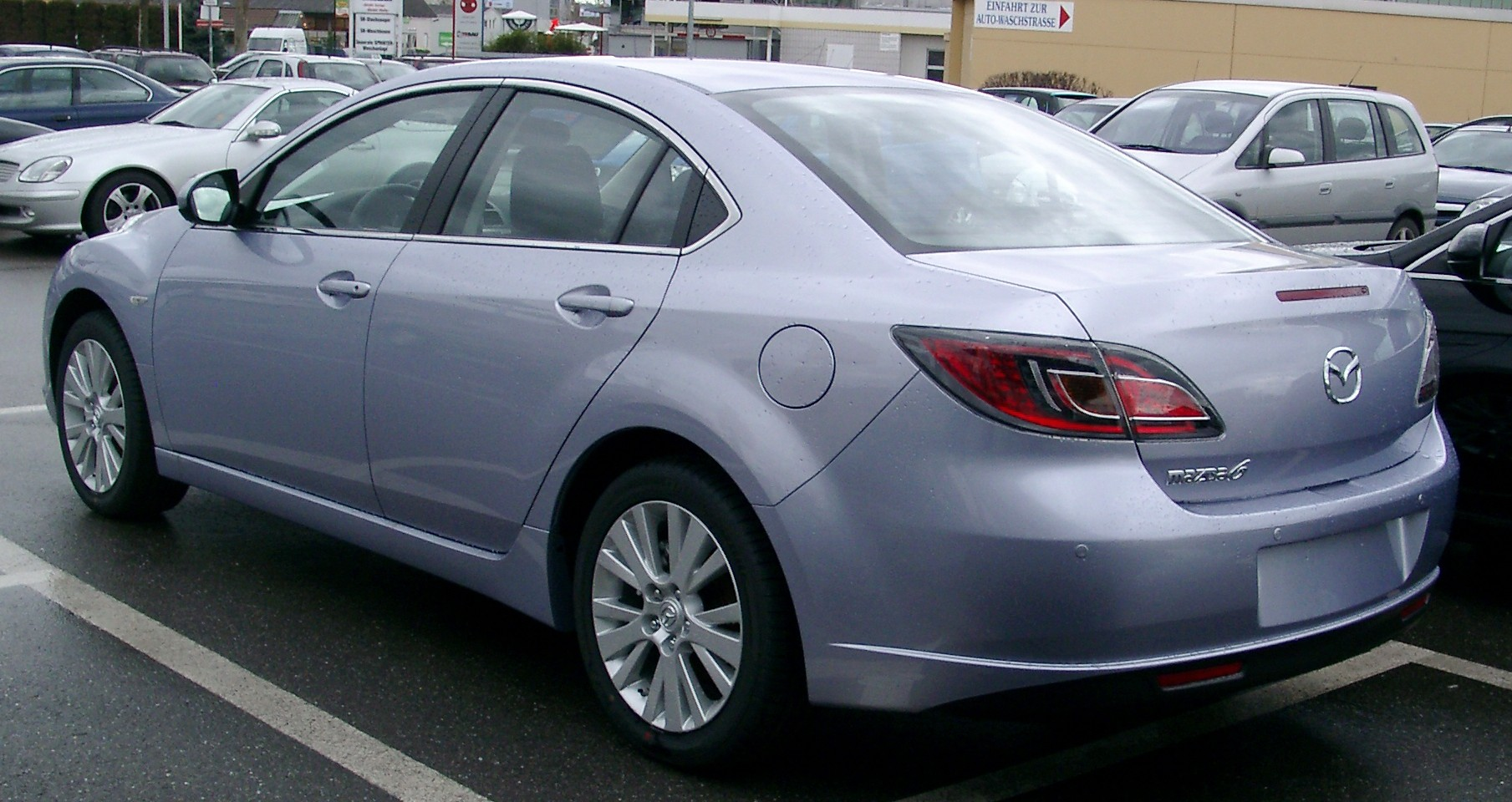
マツダ6セダン リア
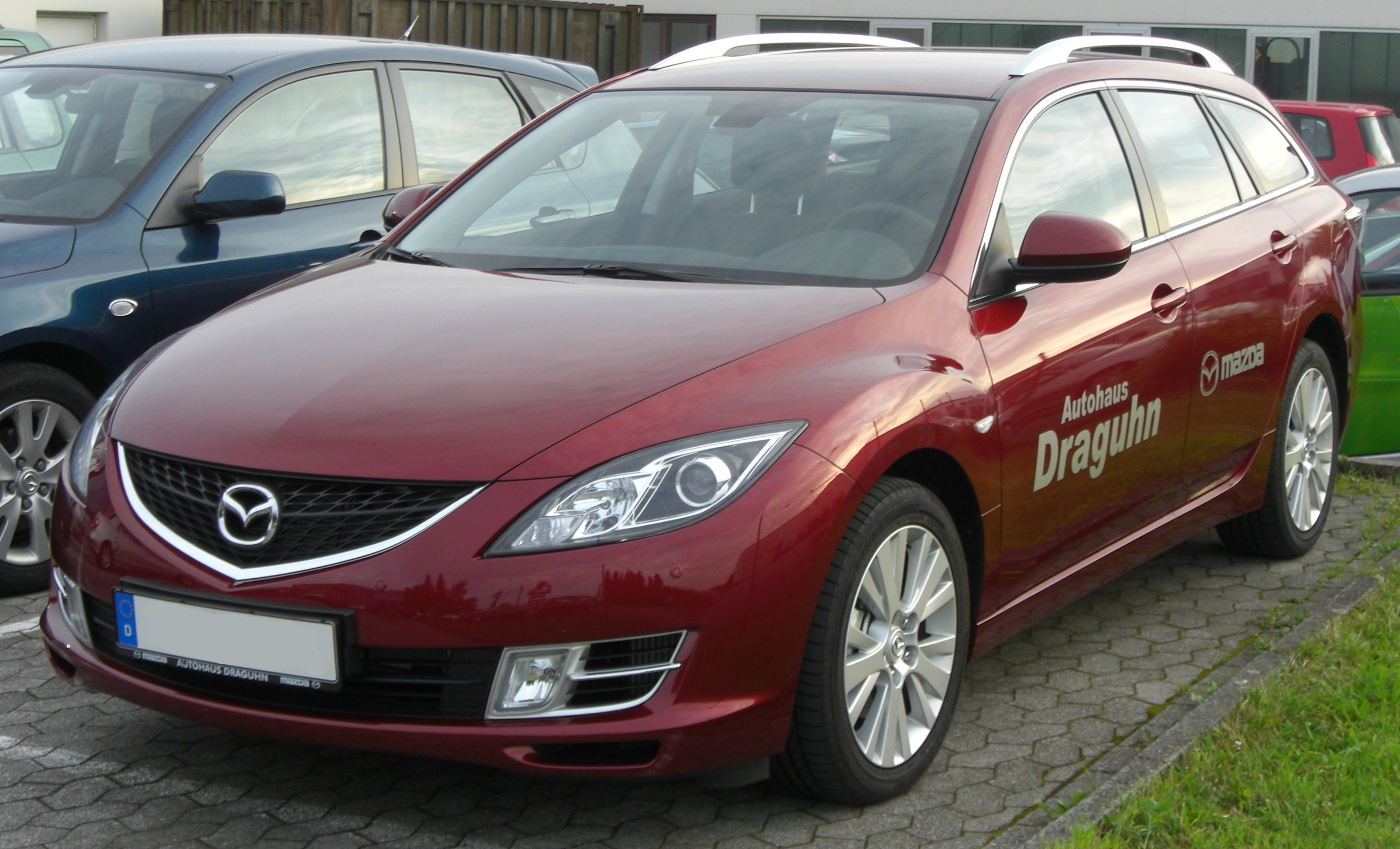
マツダ6ワゴン（フロント）
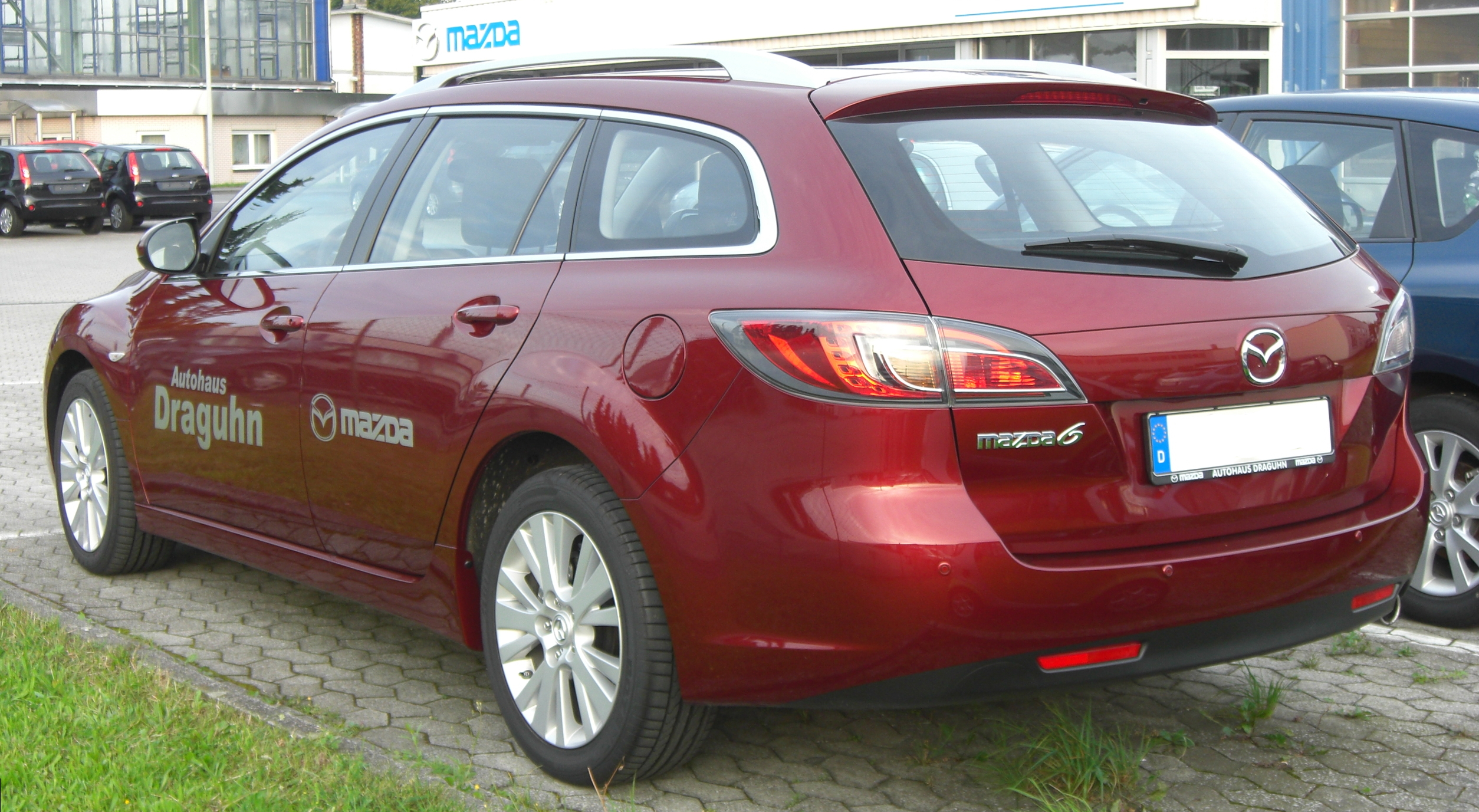
マツダ6ワゴン（リア）
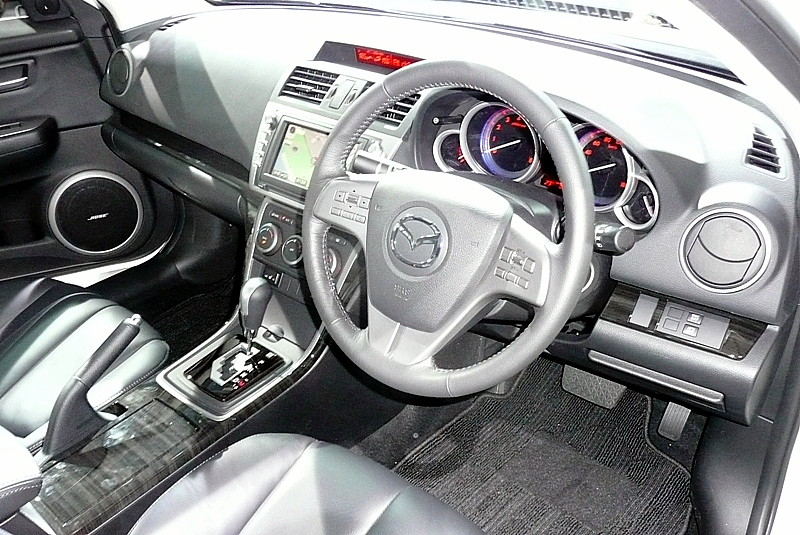
車内

### 年表
- 2007年
  - 8月 - アテンザの欧州仕様であるMazda6の新型が、2007年9月に開催された第62回フランクフルトモーターショーに出品された[29]。
  - 10月24日 - 日本仕様のアテンザを東京モーターショーで発表[30]。
- 2008年
  - 1月11日 - 「マツダアテンザ マツダスピードコンセプト」を東京オートサロン2008で公開[31]。
  - 1月29日 - フルモデルチェンジ[32]。
  - 2月28日 - 日本仕様の受注台数が、発売1か月で月間販売計画（3つのボディタイプ合わせて1500台）の3倍に当たる4,500台に達したと発表[33]。
  - 4月25日 - 北米仕様の「Mazda 6」の新型が発表された。2009年モデルとして2008年夏頃から生産・販売された[34]。
  - 10月2日 - パリモーターショーにて欧州仕様である「Mazda 6」の2.2Lディーゼルエンジン車が世界初公開された[35]。
  - 12月17日 - セダンの「20C」をベースにLEDドアミラーウインカー、ディスチャージヘッドランプ、アルミホイール、本皮巻ステアリング・シフトノブなどを装備し、スポーティーな外内装としたほか、ボディカラーは通常の「20C」では選択できない「ライラックシルバーメタリック」や「ストーミーブルーマイカ」など6色を設定したセダン特別仕様車「2.0 Style edition」を発売[36]。
- 2010年
  - 1月26日 - マイナーチェンジ。
    - フロントデザインを変更すると共に、リアコンビネーションランプの回り込み部にウィングをモチーフとしたメッキを採用。スポーツワゴンはボディ形状に合わせた伸びやかなデザインとした。アルミホイールは新デザインを採用。ボディカラーはマツダ車では初採用となる淡いブルー系「クリアウォーターブルーメタリック」、茶系の「ミッドナイトブロンズマイカ」の2色や「グラファイトマイカ」、「ブラックマイカ」の計4色の新色を加えた8色展開とした。内装はピアノブラックの加飾を施し、統一感のあるデザインとした。
    - セダン・スポーツワゴンの2.0L車のエンジンをMZR 2.0L DISIエンジンに変更し、燃費性能を向上（ただしアクセラの同エンジンに搭載のアイドリングストップ機構「i-stop」は非搭載）。「平成22年度燃費基準+15%」を達成した。パワーステアリングやサスペンションの特性を改良し、操舵性と高速走行時の直進安定性を向上。また、フロントとリアのサスペンション、ダンパーの最適化を行い、乗り心地を高めた。ラインナップが整理され、セダンは20C/20S/25EX/25Cの4グレード（25Cは4WD専用グレード）、スポーツは2.0L車が廃止されたため、25S/25Zの2グレードとなり、6速MT車は25Zのみの設定に、スポーツワゴンは20C/20S/25S/25EXの4グレードとなった（スポーツ・スポーツワゴンに設定されている25Sは4WD車も用意される）[37]。

  - 9月9日 - 2010年8月末時点で初代モデルからの世界累計生産台数200万台を突破したことを発表[38]。
- 2012年
  - 10月[39] - 生産終了。在庫対応分のみの販売となる。
  - 11月 - 3代目と入れ替わって販売終了。

## 3代目 GJ系（2012年 - 2019年）
2011年の東京モーターショーに出品された「雄（TAKERI）」を量産化したモデルで、2012年11月20日に販売開始。新世代技術の「SKYACTIV TECHNOLOGY」と新デザインテーマの「魂動（こどう）－ Soul of Motion」を採用したフラッグシップモデルとして開発された。また、CX-5に次いで2車種目となる「SKYACTIV」全面採用車でもある。この代から、先代まで設定されていたハッチバックモデルが廃止された。これに合わせてスポーツワゴンの名称は「アテンザワゴン」に変更された。
パワートレーンは2.0Lと2.5Lのガソリン直噴エンジン「SKYACTIV-G」と、日本国内向けのアテンザ/MAZDA6では初となる2.2L直噴ターボコモンレールディーゼルエンジン「SKYACTIV-D」を用意。いずれも既存エンジンの改良型が投入された。
トランスミッションは発進時以外の全ての領域でロックアップし、スムーズで素早い変速が可能な6速AT「SKYACTIV-DRIVE」を採用。併せてディーゼル車にはマツダの日本国内向け車種では初めて、ショートストローク化による素早いシフトチェンジと、構造の見直しによる軽い操作感を両立した小型・軽量設計の6速MT「SKYACTIV-MT」を設定した。
また、アイドリングストップシステム「i-stop」に加え、乗用車用では世界初となる蓄電器にキャパシタを採用したことで電気を急速に蓄え、使う時には一気に放出できる特長を持つ減速エネルギー回生システム「i-ELOOP（アイ・イーループ）」を全車に標準装備。さらに軽量高剛性ボディの「SKYACTIV-BODY」や軽量設計のシャシ「SKYACTIV-CHASSIS」も採用している。なお、この「SKYACTIV-CHASSIS」のホイールベースはセダンとワゴンで異なり、セダンの2,830mmに対して、ワゴンは80mm短い2,750mmとなるが、セダンはこの内の32mmを後席空間の拡大に充てているのに対し、ワゴンではリアのタイヤ位置とサスペンションの取り回しを見直して室内への張り出しを前方に寄せ、荷室容積と使い勝手を重視している。
安全性能も強化されており、衝突回避や被害軽減を図る衝突被害軽減ブレーキに、より早い段階でドライバーの認知支援を行うアクティブセーフティ技術を取り入れた独自の先進安全技術「i-ACTIVSENSE（アイ アクティブセンス）」を採用した。またエアバッグは運転席・助手席・左右サイド・左右カーテンの6エアバッグが全車標準装備された。
なお、2019年8月1日から販売される一部改良モデルより、日本向けの車名をグローバル向けと同じ「MAZDA6」に変更している。変更以後についてはMAZDA6およびGJの項目を参照されたい。

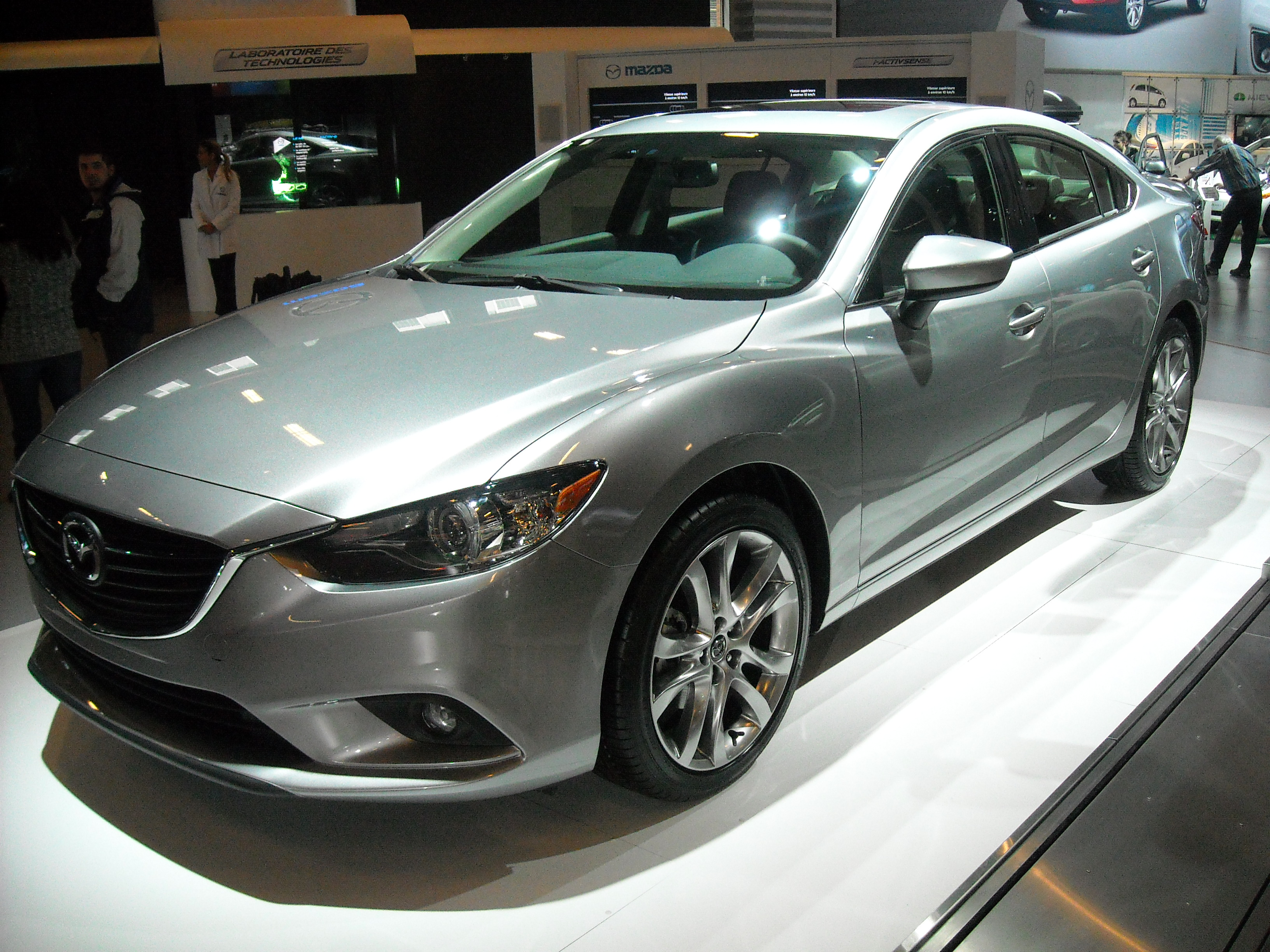
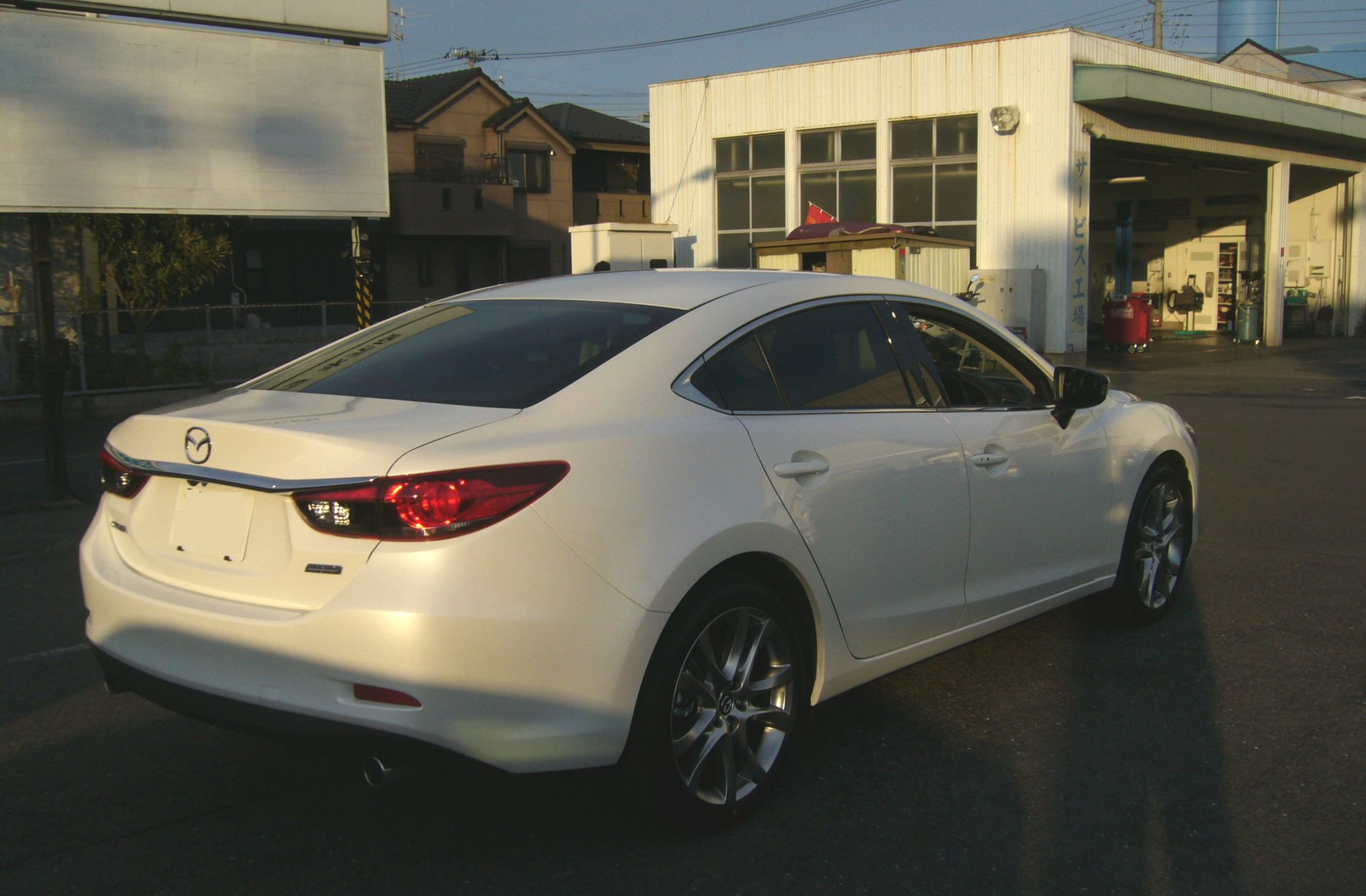
2012年10月販売型 セダン XD　Lパッケージ （リア）
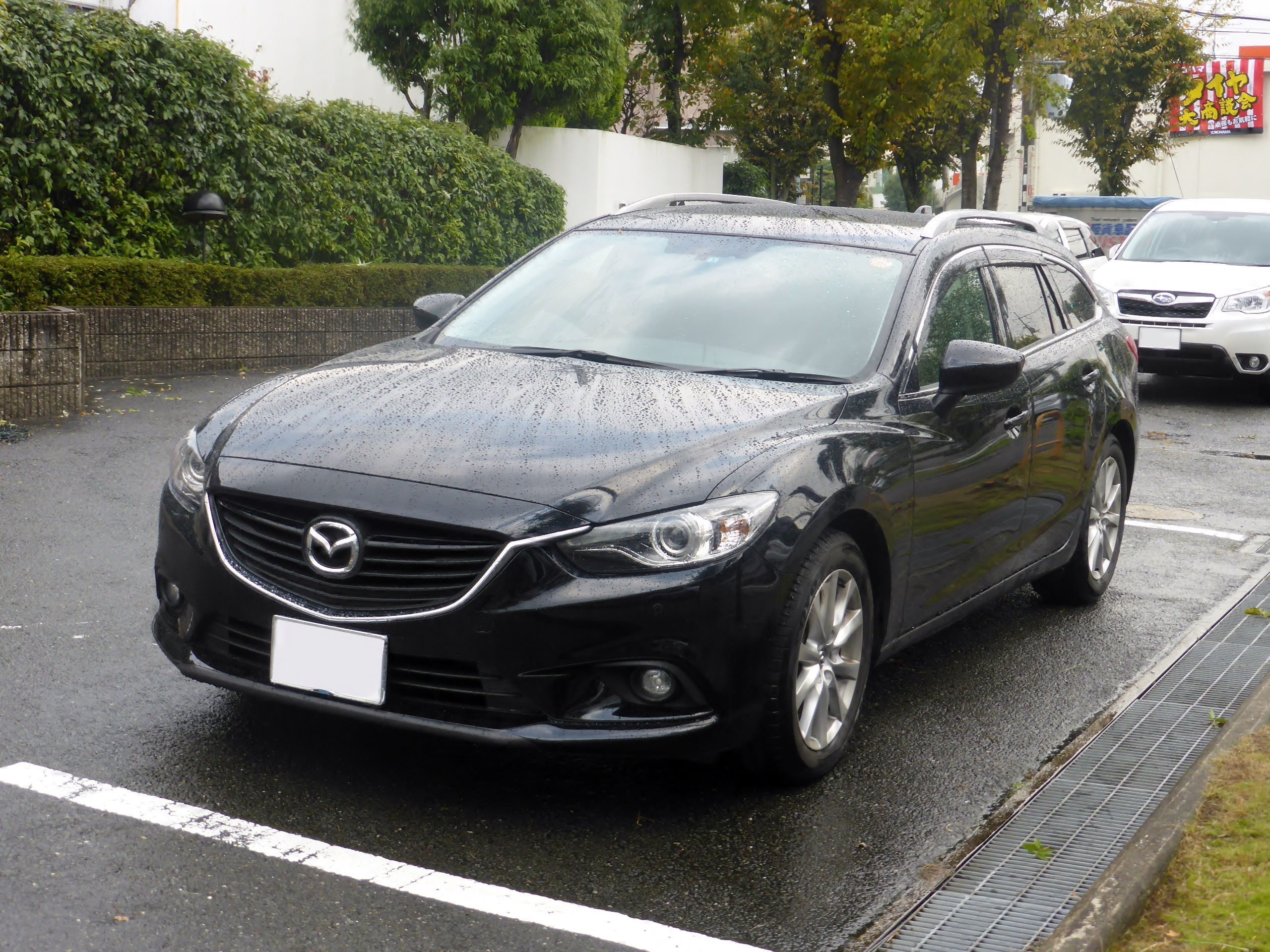
2012年10月販売型 ワゴン（フロント）
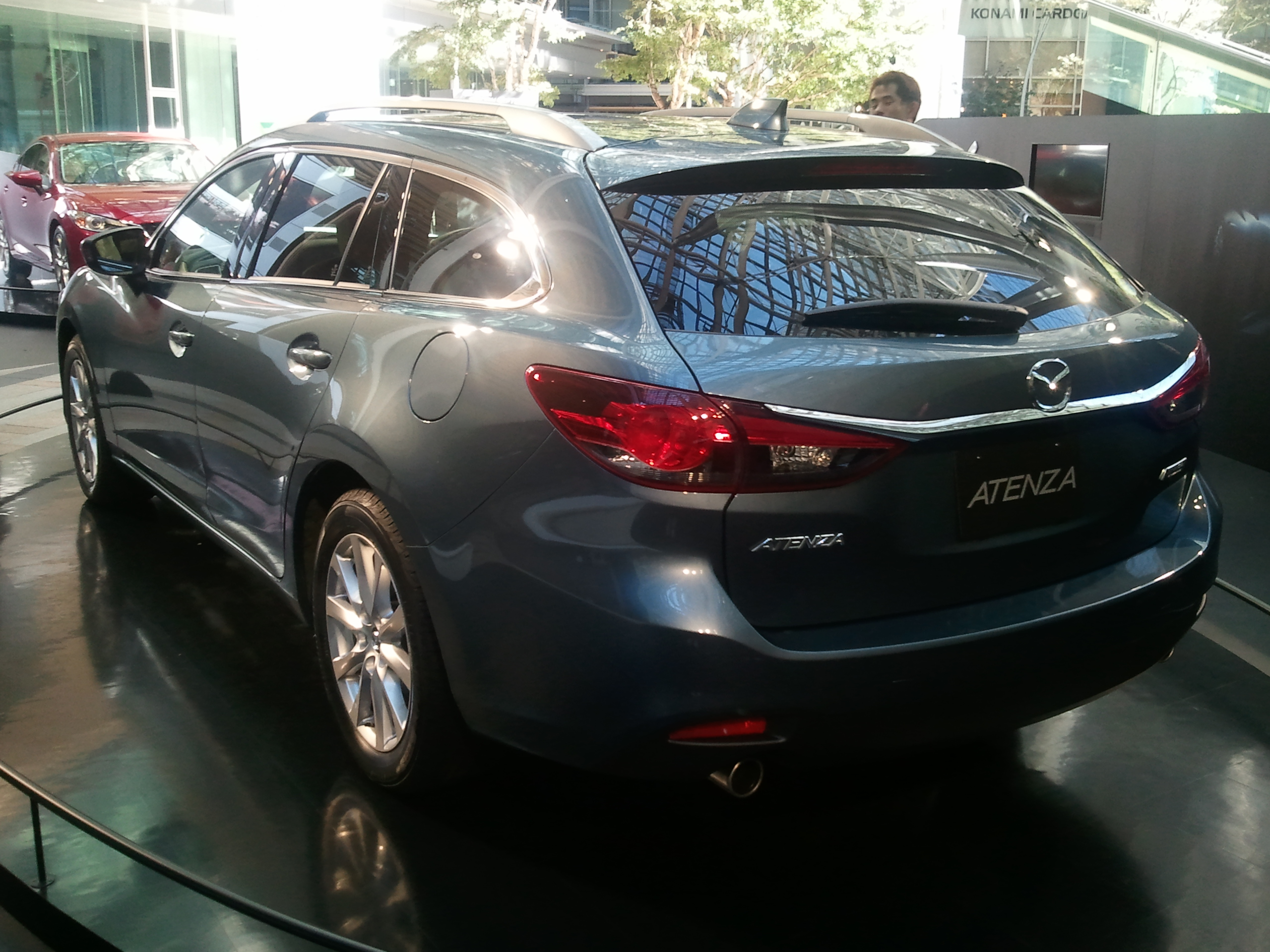
2012年10月販売型 ワゴン（リア）
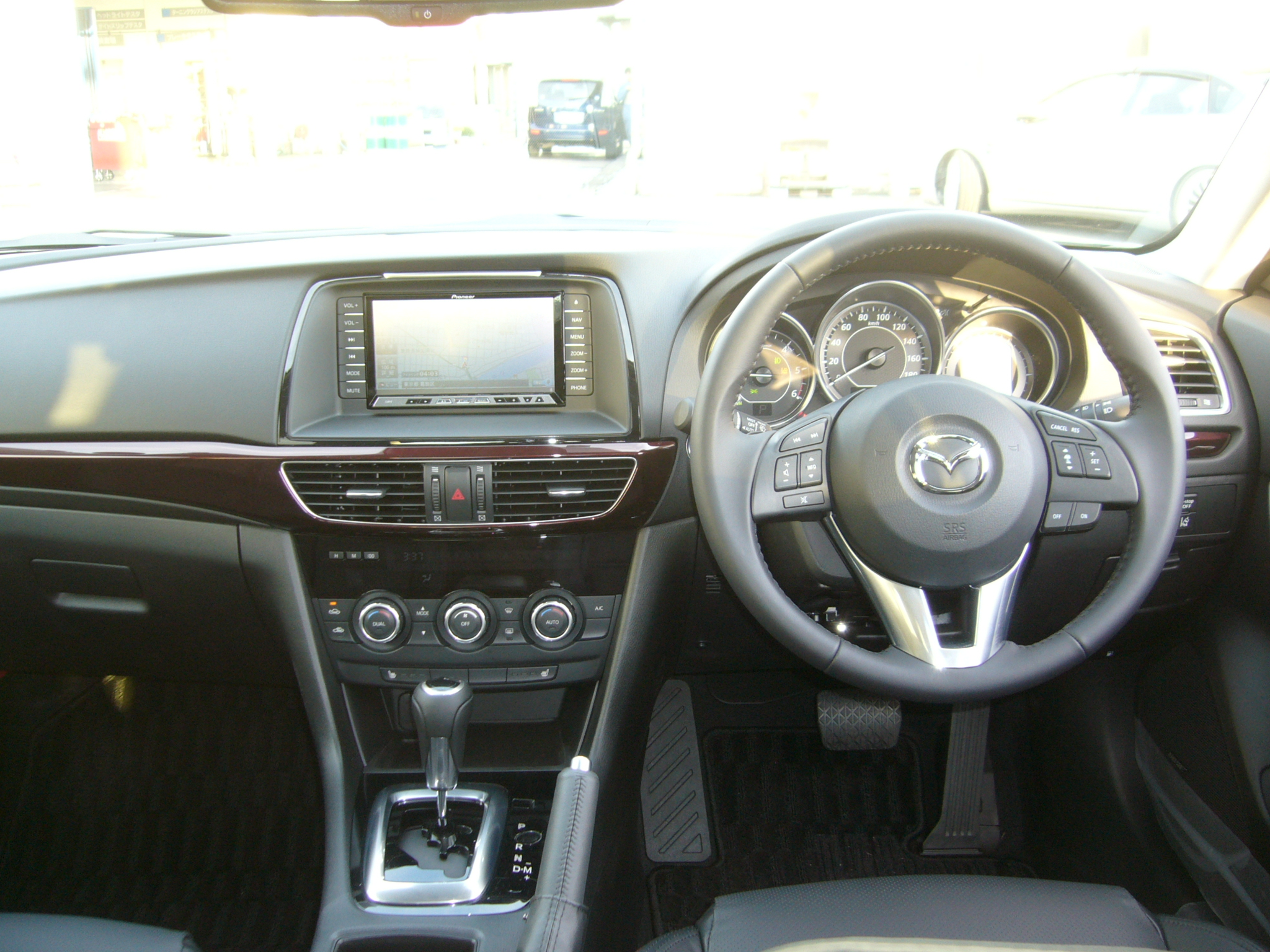
2012年10月販売型 車内
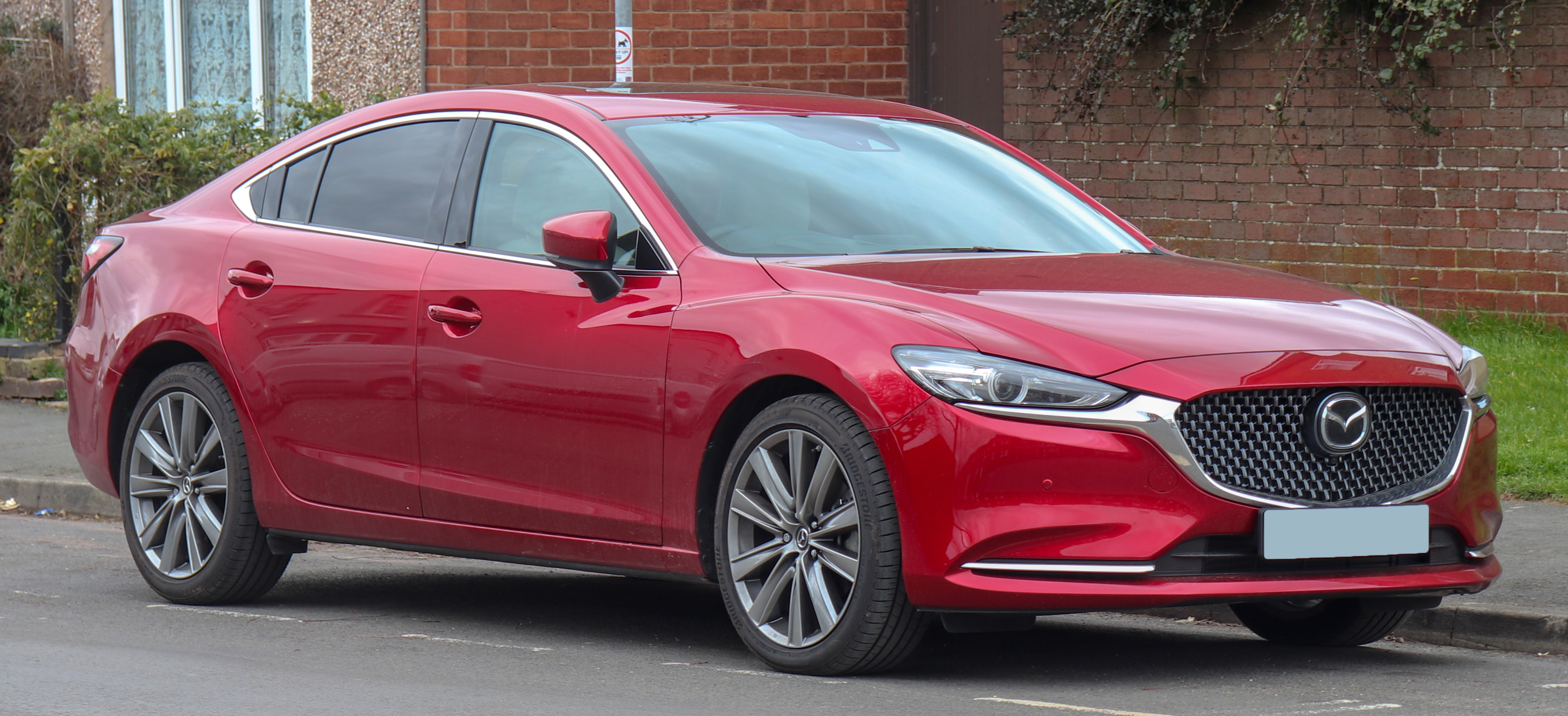
セダン 2018年6月改良型
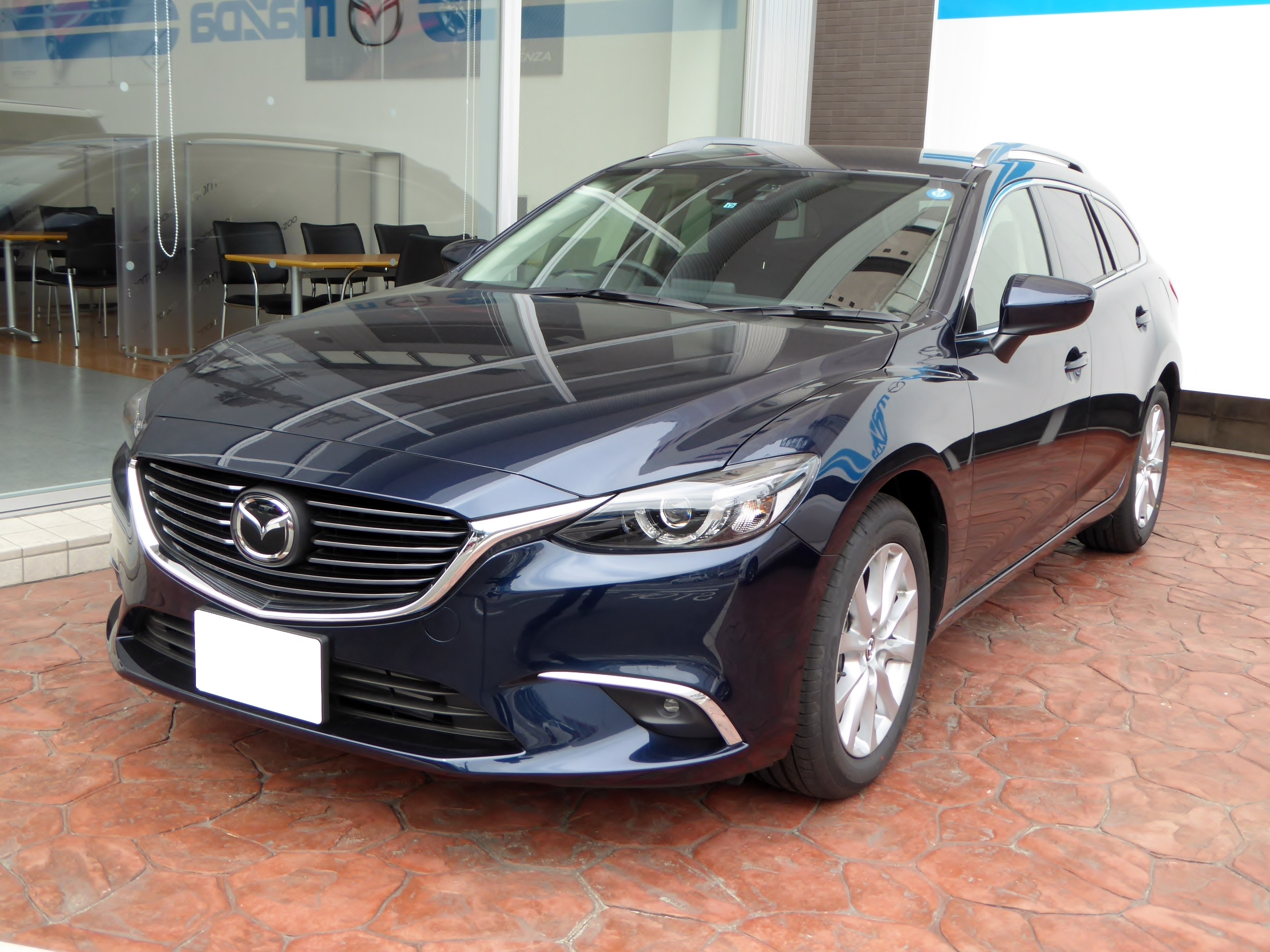
ワゴン（国内仕様）2014年11月改良型
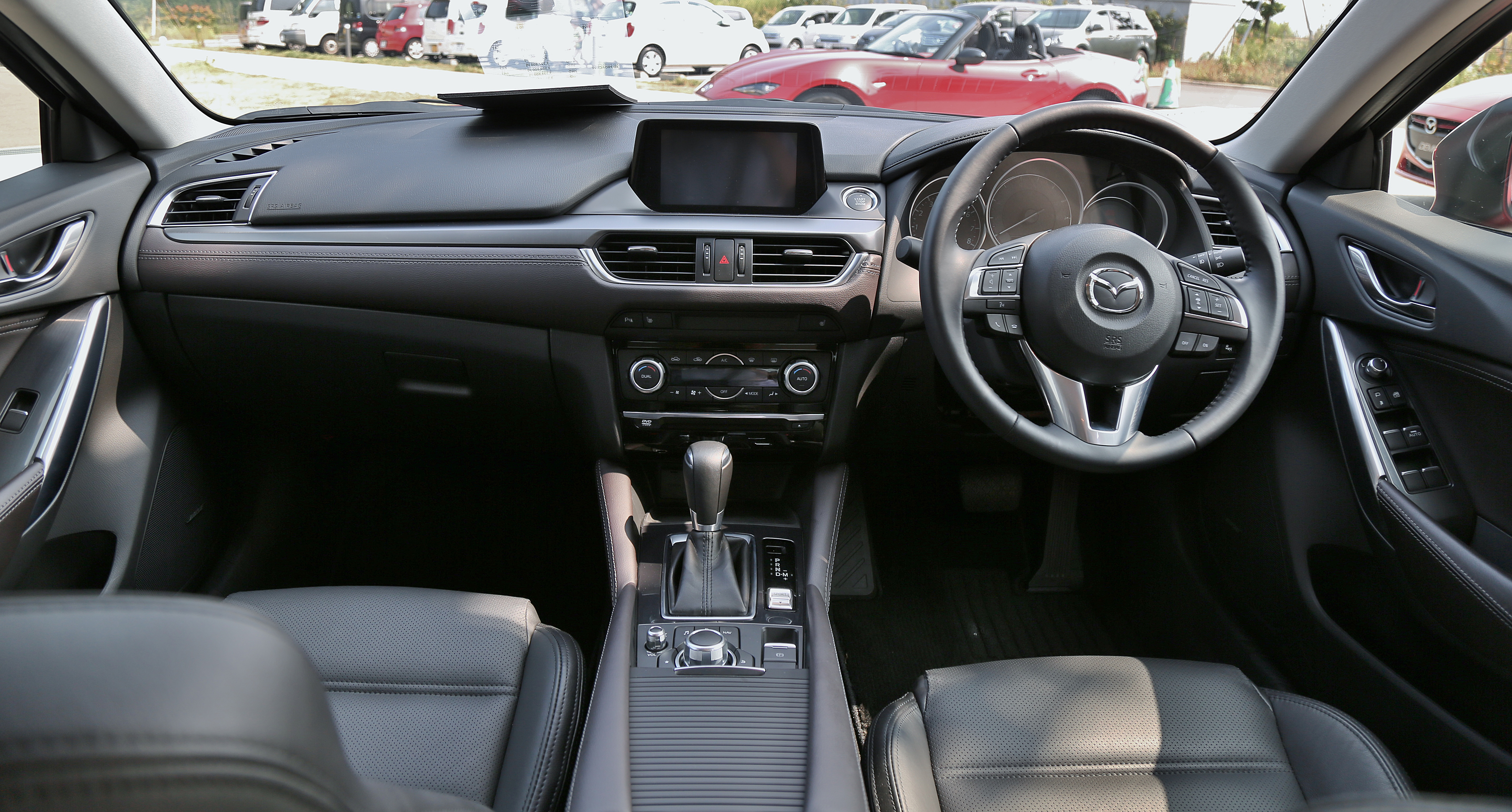
内装（国内仕様）2014年11月改良型
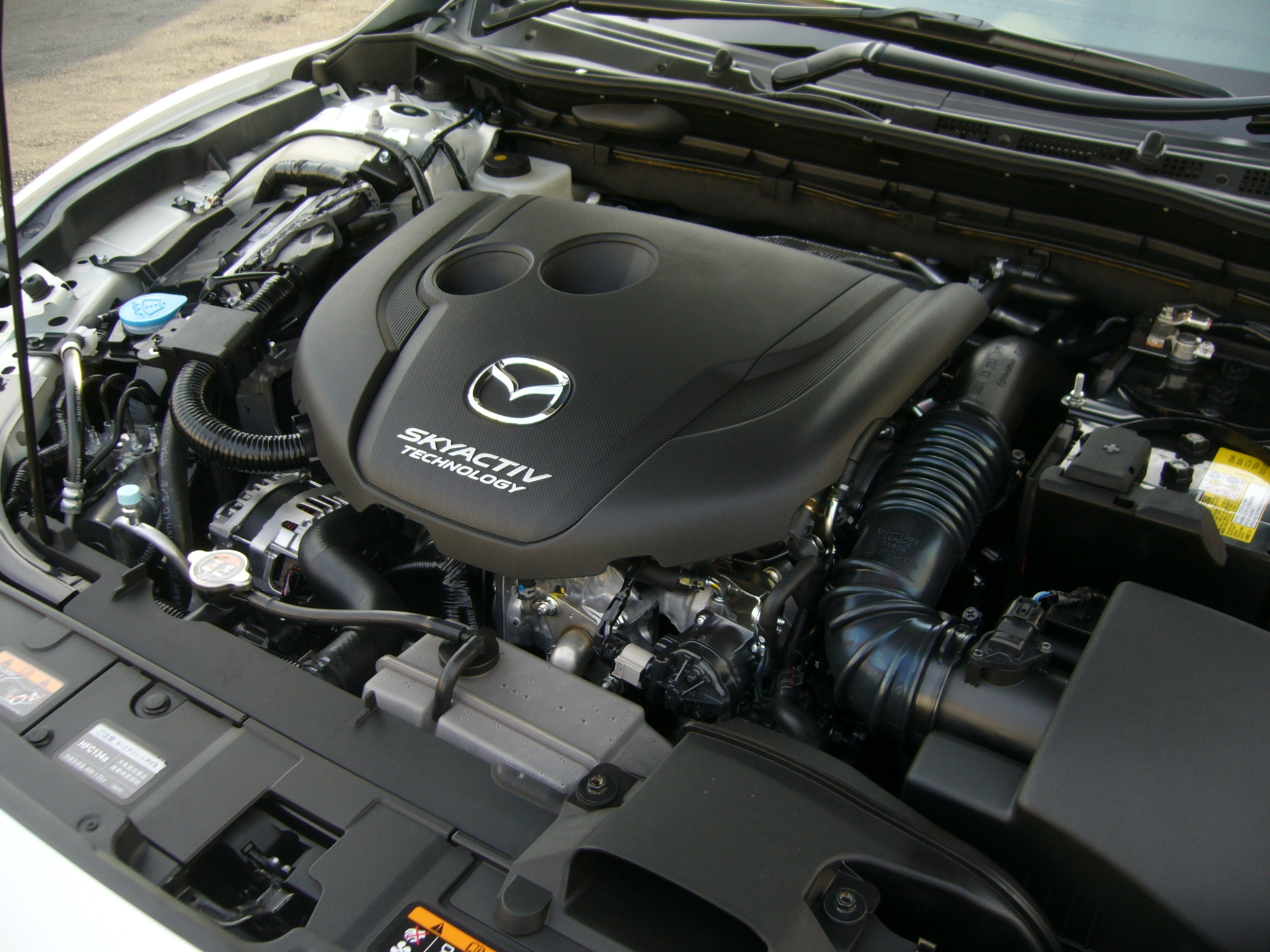
SH-VPTR型 ディーゼルエンジン
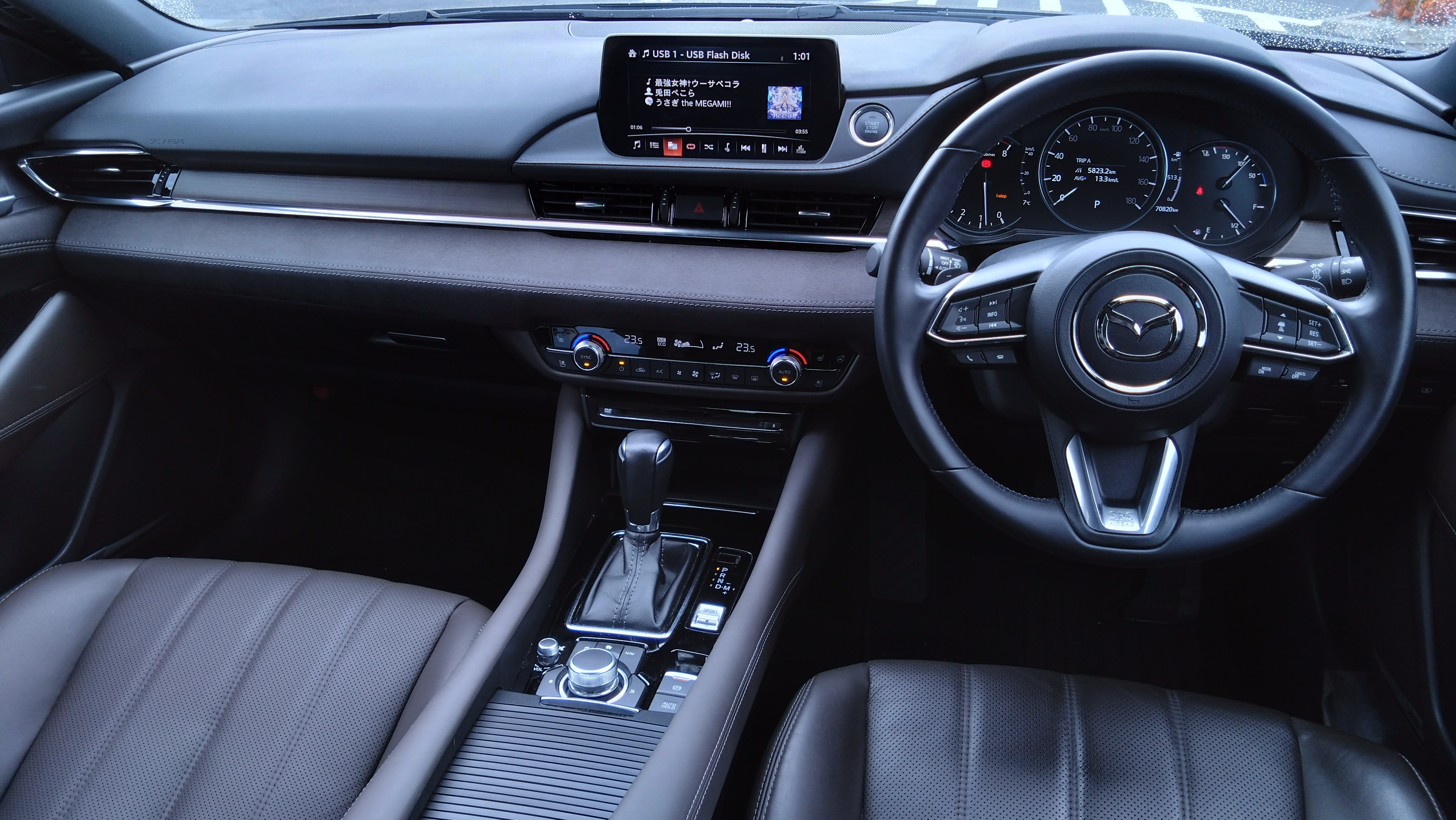
内装 (国内仕様)2018年６月改良型

## 車名の由来
イタリア語で「注目」を意味する「アテンツィオーネ(Attenzione)」に由来した造語である。人々の注目を集める車となるようにという願いを込めて命名された。

### 補足
1. ↑  MZRは「Mazda Responsive」の略とされる。
2. ↑  この半年後にアクセラも100万台を達成したが、アクセラは2003年10月の発売から3年2か月での達成となったため[23]、半年でマツダ車としての過去最短記録を塗り替えた。
3. ↑  カペラ、及びクロノス/アンフィニMS-6時代にはディーゼル車が設定されていた。